# 梅斯城站
梅斯城站，是一个法国铁路车站，位于法國东北部城市梅斯。梅斯城站是梅斯的主要鐵路車站。

## 位置
梅斯城站位于梅斯市区内，老城区南部，莱鲁维尔—梅斯、梅斯—祖夫根和雷丹—梅斯三条铁路的交汇处，车站大致呈西南-东北走向，主站房开口朝西北，面向市区；东南侧亦可出入并连通配套的长途汽车站。

## 站名
梅斯城站当中的"城（Ville）"这一后缀是为了区分梅斯市区内的梅斯北站。

## 历史
梅斯城站因曾是德皇威廉二世的居所而有車站宮的別稱。自1975年1月15日開始，梅斯城站就是法國的歷史紀念建築。梅斯城站的建築本身修建於1905年至1908年期間，是新羅馬式風格建築。由於威廉二世曾在這裡住過，因此梅斯城站建築的裝飾也特別華麗。現在車站建築是法國國家鐵路的辦公室。

## 结构
梅斯城站是一个半高架式的火车站，分为地面和高架两部分，分别为站厅层和站台层。乘客可通过自动扶梯前往站台。

## 设施
梅斯城站是一个重要的铁路枢纽，站内设有近十个人工售票窗口。
| 梅斯城站基本信息 |                                                                         |
| 车站开放时间     | - 出发口：5:30－23:30 - 到达口：全天                                    |
| 窗口开放时间     | - 周一至五：6:30－19:15 - 周六：7:00－19:15 - 周末及节假日：8:30－19:15 |
| 售票设施         | SNCF自动售票/提票机 · TER列车自动售票机                                 |
| 横穿轨道设施     | 人行地下通道 · 人行天桥                                                 |

此外，梅斯城站还有多台自动售票机 · 自动售货机等设施，并配有一个小型的候车室。

## 本站可直达城市
| 梅斯城站出发可直达的城市 | |
| - 为方便阅读，可到达的城市按照城市法语名的首字母顺序排序。 - 粗体字为法国省会城市，斜体字的城市仅周末或特定时段才能直达。 - 中文名称非官方正式翻译，仅供参考。 | |
| 目的地所在大区或国家 | 可以直达的目的地 |
| 法兰西岛 | 巴黎 |
| 奥弗涅-罗讷-阿尔卑斯 | 瓦朗斯TGV站 · 里昂 |
| 勃艮第-弗朗什-孔泰 | 贝尔福TGV站 · 贝桑松TGV站 · 索恩河畔沙隆 · 第戎 · 马孔 |
| 大东部 | 香槟-阿登TGV站 · 默兹TGV站 · 阿姆内维尔 · 摩泽尔河畔昂西 · 阿帕克 · 摩泽尔河畔阿尔斯 · 欧布埃 · 欧丹勒罗曼 · 巴勒迪克 · 下阿姆 · 巴永 · 贝尔维尔 · 贝内斯特罗夫 · 贝南莱圣阿沃尔德 · 贝特尔曼 · 香槟沙隆 · 尚皮尼厄勒 · 沙尔姆 · 科尔马 · 尼德河畔库尔塞勒 · 屈尔蒙 · 迪约卢阿尔 · 安沃 · 埃佩尔奈 · 埃皮纳勒 · 埃坦 · 法雷贝尔斯维莱 · 法尔什维莱尔 · 福尔克蒙 · 福尔巴克 · 阿贡当日 · 埃尔尼 · 大埃唐日 · 上翁堡 · 奥梅库尔 · 温德兰 · 伊涅 · 雅尼 · 热夫 · 柯尼希斯马克 · 莱鲁维尔 · 隆吉永 · 吕泽勒堡 · 迈济耶尔莱梅斯 · 马兰 · 马尔巴什 · 莫朗日 · 大穆瓦约夫尔 · 米卢斯 · 南锡 · 讷沙托 · 诺姆西 · 摩泽尔河畔诺韦昂 · 翁维尔 · 摩泽尔河畔帕尼 · 佩尔特 · 普瓦-泰龙 · 蓬佩 · 蓬塔穆松 · 雷丹 · 雷米伊 · 奥尔南河畔勒维尼 · 龙巴 · 圣阿沃尔德 · 圣路易 · 尼德河畔桑里 · 萨尔堡 · 萨尔格米纳 · 萨韦尔讷 · 谢尔克莱班 · 尼德河畔泰坦 · 塔翁莱孚日 · 蒂永维尔 · 图勒 · 于康日 · 瓦勒鲁瓦 · 旺迪耶尔 · 凡尔登 · 万塞 · 维特里勒弗朗索瓦 · 瓦皮 |
| 上法兰西 | 上皮卡第TGV站 |
| 奥克西塔尼 | 蒙彼利埃 · 尼姆 |
| 普罗旺斯-阿尔卑斯-蔚蓝海岸 | 艾克斯TGV站 · 阿维尼翁TGV站 · 马赛 |
| 德国 | 孔茨 · 萨尔布吕肯 · 特里尔 |
| 卢森堡 | 贝唐堡 · 卢森堡 |
| 1. 2. 3. 4. 5. 6. 7. | |

## 停靠线路
以下列车线路在梅斯城站停靠：
| 梅斯城站列车线路表                          |                |                             |                   |              |
| 线路                                        | 车种           | 上一站                      | 下一站            | 大致运行频率 |
| 巴黎—斯特拉斯堡                             | Ouigo          | 巴黎东                      | 斯特拉斯堡        | 每天1趟      |
| 巴黎—梅斯/卢森堡                            | TGV            | 巴黎东/香槟-阿登TGV/默兹TGV | （终点）/蒂永维尔 | 每天7趟左右  |
| 卢森堡—蒙彼利埃                             | TGV            | 蒂永维尔                    | 斯特拉斯堡        | 每天1趟      |
| 马赛—卢森堡                                 | TGV            | 蒂永维尔                    | 斯特拉斯堡        | 每天1趟      |
| 埃佩尔奈/巴勒迪克—梅斯                      | Fluo Grand-Est | 莱鲁维尔/翁维尔             | （终点）          | 每天5趟左右  |
| 凡尔登—梅斯                                 | Fluo Grand-Est | 翁维尔                      | （终点）          | 每天2趟左右  |
| 凡尔登/孔夫朗-雅尼—梅斯                     | Fluo Grand-Est | 阿贡当日                    | （终点）          | 每天1~2趟    |
| 梅斯—蒂永维尔/卢森堡                        | Fluo Grand-Est | （起点）                    | 梅斯北            | 约半小时一趟 |
| 埃皮纳勒/吕内维尔/南锡—梅斯/蒂永维尔/卢森堡 | Fluo Grand-Est | 帕尼/阿尔斯                 | （终点）/阿贡当日 | 约半小时一趟 |
| 梅斯—福尔巴克/萨尔布吕肯                    | Fluo Grand-Est | （起点）                    | 雷米伊            | 每天8~18趟   |
| 梅斯—萨尔堡                                 | Fluo Grand-Est | （起点）                    | 佩尔特            | 每天3~8趟    |
| 梅斯—斯特拉斯堡                             | Fluo Grand-Est | （起点）                    | 莫朗日            | 每天4趟左右  |
| 1.                                          |                |                             |                   |              |

自2016年12月起，前往沙勒维尔-梅济耶尔方向的乘客需在蒂永维尔站联程中转。

## 配套交通

### 长途客车
| 停靠梅斯城站的大巴车        |                      | |
| 上下车地点                  | 运营单位             | 主要目的地 |
| 梅斯汽车站 Gare Routière    | Flixbus              | （可直达或通过联程中转的方式，前往法国及欧洲107个目的地） |
| 梅斯汽车站 Gare Routière    | Ouibus               | （可直达或通过联程中转的方式，前往法国及欧洲86个目的地） |
| 梅斯汽车站 Gare Routière    | 摩泽尔省城际客运 TIM | 1 尼德河畔比永维尔 · 福尔克蒙 · 蓬皮埃尔 · 圣阿沃尔德 2 尼德河畔比永维尔 · 瓦里兹-沃东库尔 · 齐曼 · 圣阿沃尔德 4 瓦里兹-沃东库尔 · 布莱摩泽尔 · 克勒茨瓦尔德 · 梅尔滕 5 弗里 · 埃斯特罗夫 · 弗雷斯特罗夫 · 布宗维尔 27 索尔涅 · 利奥库尔 · 代尔姆 · 萨兰堡 46 阿扬日 · 丰图瓦 · 欧梅斯 · 维莱拉蒙塔涅 · 欧库尔-穆莱讷 · 隆维 47 弗洛朗日 · 瑟雷芒日-埃尔藏日 · 阿扬日 · 阿尔格朗日 49 蒂永维尔 50 瑟梅库尔 · 马朗日-锡尔旺日 · 龙巴 · 大穆瓦约夫尔 · 布里埃 57 洛林TGV站 65 锡莱尼 · 舍米诺 · 卢维尼 66 庞日 · 迈兹鲁瓦 · 塞尔维尼莱拉维尔 · 维莱-斯通库尔 68 圣普里瓦拉蒙塔涅 · 圣玛丽欧谢讷 · 龙库尔 74 埃讷里 · 阿贡当日 · 布斯 · 盖南日 75 诺鲁瓦勒沃讷尔 · 费沃 · 瑟梅库尔 · 阿贡当日 77 诺鲁瓦勒沃讷尔 · 瑟梅库尔 · 阿贡当日 78 摩泽尔河畔诺韦昂 · 戈尔兹 · 维永维尔 82 洛里-马尔迪尼 176 沙尔利-奥拉杜尔 · 维日 · 阿邦库尔 · 莫讷伦 200 圣阿沃尔德 · 弗雷曼-梅尔勒巴克 · 福尔巴克 201 阿扬日 202 蒂永维尔 · 马诺姆 · 卡特农 |
| 梅斯汽车站 Gare Routière    | Fluo Grand-Est       | L01A（每周六晚上1班）：南锡城站 L27 欧丹勒罗曼 · 隆维 L30 凡尔登 当某条铁路线施工或罢工时，SNCF可能也会提供途径该线路沿途站点的大巴车 |

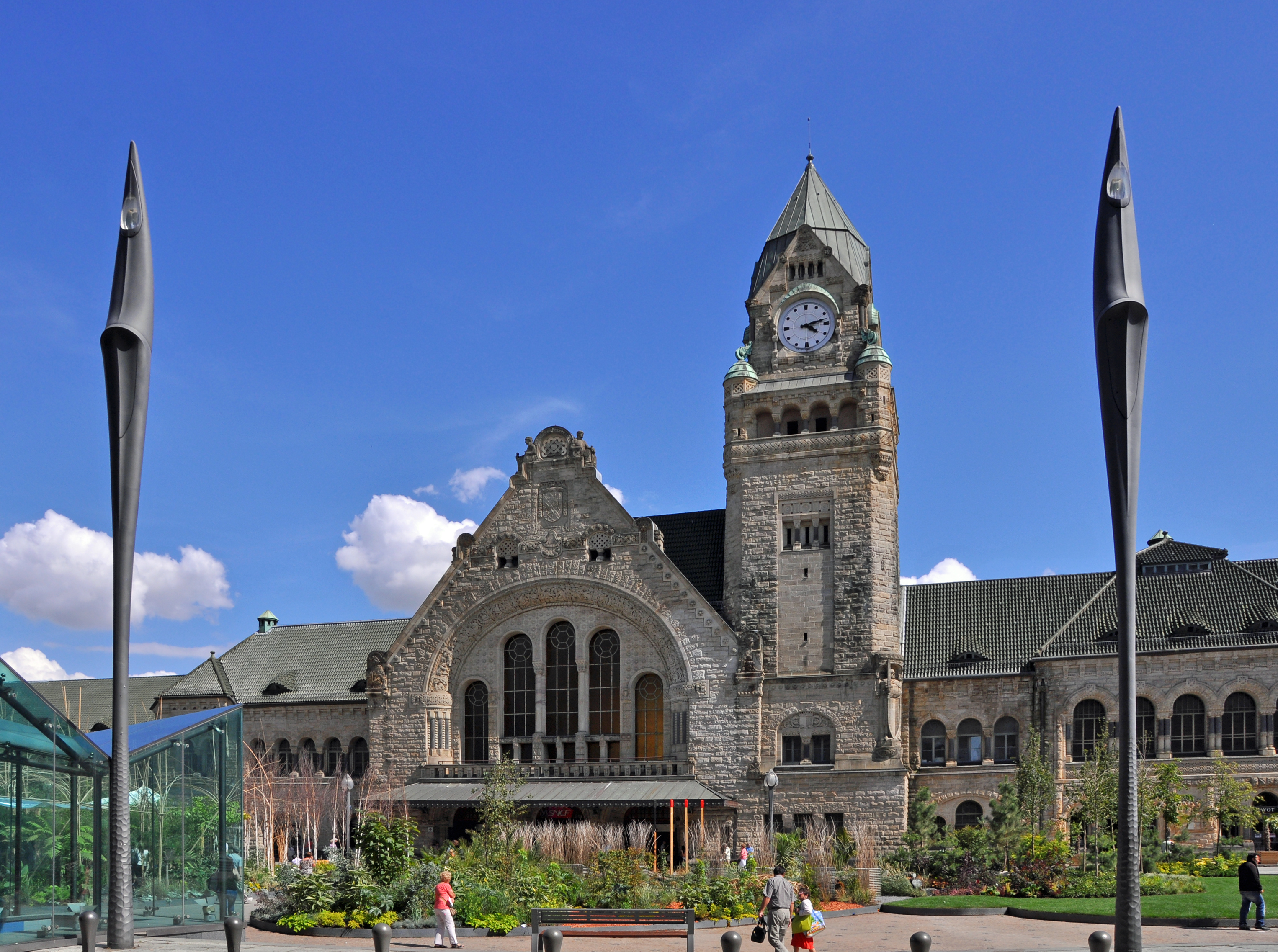
梅斯城站

| - 注： 1. 2. 3. 4. 5. 6. 7. |                      | |

### 城市公共交通
| 梅斯城站附近的市内公共交通线路 |                                        | |
| 公交车站名称                   | 位置                                   | 停靠线路及行驶方向 |
| Gare 火车站                    | 车站正门，内侧（BRT公交站台）          | MA 梅斯-博尔尼 MB 梅斯-梅尔西医院 |
| Gare 火车站                    | 车站正门，外侧（BRT公交站台）          | MA 瓦皮-圣埃卢瓦 MB 梅斯-索尔西校区 |
| Gare 火车站                    | 车站正门，甘必大路（出站方向）         | L3 瓦皮-勒帕蒂 L5 沙泰勒圣日耳曼-镇中心 瑞西-圣吕菲娜/新屋 梅斯-穆兰 |
| Gare 火车站                    | 车站正门，甘必大路（进站方向）         | L3 蒙蒂尼莱梅斯-蒙蒂尼圣普里瓦 L5 梅斯-马尼 |
| Gare 火车站                    | 车站正门，弗朗索瓦库尔勒路（出站方向） | L1 蒙蒂尼莱梅斯-转头风车 L4 普拉普维尔-普雷圣雅克 梅斯-德旺莱蓬 C11 梅斯-德旺莱蓬 C12 梅斯-共和 C13 蒙蒂尼莱梅斯-马尔利弗雷斯卡蒂 C14 穆兰莱梅斯-市政府 N83 梅斯-省政府                     |
| Gare 火车站                    | 车站正门，弗朗索瓦库尔勒路（进站方向） | L1 旺图-拉科尔沙德 L4 梅斯-格朗日欧布瓦 C11 圣于连莱梅斯-格里蒙 C12 梅斯-格朗日欧布瓦 C13 梅镇-梅莱维涅 C14 旺图-舒曼医院 N83 梅斯-蓬皮杜中心                                               |
| PEM 汽车站                     | 车站后门（东南侧）                     | P101 塞耶河畔宽-塞耶河畔宽 P102 马略勒-马略勒 P103 韦尔内维尔-尚特雷讷 P106 圣普里瓦拉蒙塔涅-让穆兰 P108 瓦尼-维利耶榆树 P109 努瓦斯维尔-布莱公路 P111 拉马克斯-弗朗克隆尚 P113 普伊-马伊尔 |
| 1. 2.                          |                                        | |

## 临近车站
| 梅斯城站（Gare de Metz-Ville） |                   |                  |
| 上行车站                       | 线路              | 下行车站         |
| 摩泽尔河畔阿尔斯站 8.5km ←     | 莱鲁维尔—梅斯铁路 | （终点）         |
| （起点）                       | 梅斯—祖夫根铁路   | 梅斯北站 → 4.1km |
| （起点）                       | 雷丹—梅斯铁路     | 佩尔特站 → 7.5km |
| - 本表仅显示运营中的线路及车站 |                   |                  |